# Acanthoaxiidae
Acanthoaxiidae is een familie van zachte koralen uit de klasse der Anthozoa (Bloemdieren).

## Geslacht
- Acanthoaxis van Ofwegen & McFadden, 2010